# Thierry Omeyer

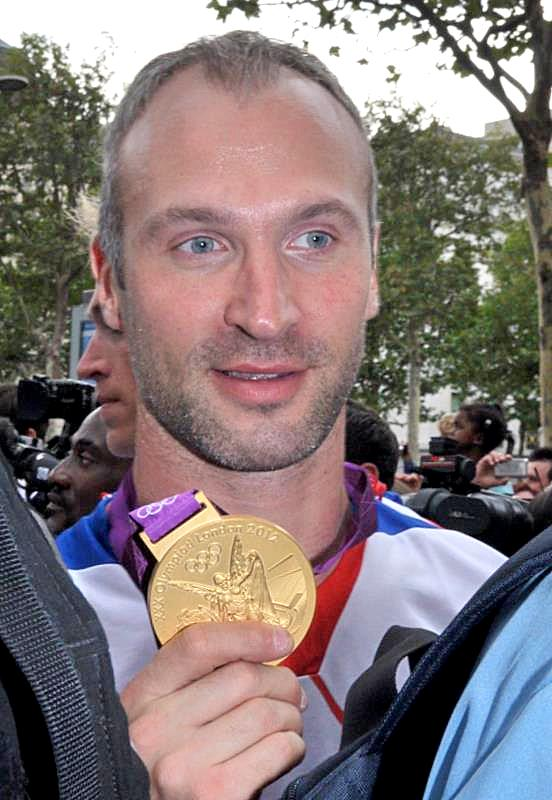
Thierry Omeyer au défilé des médaillés français des JO 2012.

Thierry Omeyer, né le 2 novembre 1976 à Mulhouse est un joueur français de handball évoluant au poste de gardien de but.
Élu meilleur gardien de tous les temps dans un vote organisé par l'IHF en 2010,, « Titi » Omeyer a également été désigné meilleur handballeur mondial de l'année en 2008 ainsi que meilleur gardien de la compétition lors du championnat d'Europe 2006, des Jeux olympiques de Pékin en 2008 et de Londres en 2012, des championnats du monde 2009, 2011 et 2015, avant d'être désigné meilleur joueur des Championnats du monde 2015. Avec cinquante-neuf titres à son palmarès, il est le handballeur et sportif français, tous sports collectifs confondus, le plus titré (club et Équipe de France), détrônant ainsi son ami et ancien coéquipier, Didier Dinart (quarante-deux titres).
En 358 sélections en équipe de France entre 1999 et 2017, Thierry Omeyer est double champion olympique (2008 et 2012), quintuple champion du monde (2001, 2009, 2011, 2015 et 2017, record dans la compétition), triple champion d'Europe (2006, 2010 et 2014). Avec Michaël Guigou et Nikola Karabatic, il est le joueur international français le plus titré, avec dix médailles d'or.
En clubs, il a remporté quatre Ligues des champions, quinze championnats nationaux et vingt-six coupes nationales. Après avoir défendu les cages du SC Sélestat, Montpellier Handball et du THW Kiel, il évolue au Paris Saint-Germain de 2014 à 2019 où il met un terme à sa carrière après son dixième titre de champion de France, le 59e et dernier titre de sa longue carrière.
Le 30 avril 2023, il entre dans le Hall of Fame du handball français.

## Biographie
Thierry Omeyer est né le 2 novembre 1976 à Mulhouse. Il commence le handball à neuf ans au club de Cernay en Alsace, où il passe par tous les échelons d'une carrière de handball : comité départemental, Ligue, Pôle, Centre de formation. Parallèlement, il atteint la finale nationale UNSS avec le lycée de Thann (68) en 1991/1992. Il part ensuite en 1994 au centre de formation du club de l'élite de Sélestat. Il se fait connaître petit à petit pour ses pourcentages d'arrêts par match, atteignant plus de 50 % et est d'ailleurs élu meilleur gardien de but de la saison 1999-2000.
En 2000, le Montpellier Handball décide de l'engager en même temps que Bruno Martini afin de conforter la place de meilleur club français. Si Omeyer et le Montpellierains doivent laisser le titre de champion de France à Chambéry, ils remportent la Coupe de France. Mais cette première saison est surtout marquée par la première compétition internationale que dispute Omeyer avec l'équipe de France : le championnat du monde 2001 organisé en France et que les Bleus remportent. En finale, il réalise 6 arrêts sur 19 tirs, contribuant ainsi à la victoire finale.
L'année suivante, Omeyer est le premier gardien du club héraultais. Il remporte son premier doublé Coupe-championnat de France. En 2003, il remporte ces mêmes trophées, auxquels il ajoute la victoire en Ligue des champions aux côtés de Karabatic, Dinart ou encore Guigou, joueurs avec lesquels il remportera par la suite de très nombreux titres, aussi bien en club qu'en équipe nationale. De 2004 à 2006, il réussira à chaque fois le doublé Coupe-championnat et quelques beaux matchs en Ligue des Champions.
En 2006, il est un des grands artisans de la première victoire des bleus dans un Championnat d'Europe, Omeyer étant élu meilleur gardien de la compétition.
Au début de la saison 2006-2007, Omeyer, désireux d’évoluer dans un championnat plus relevé, décide de quitter Montpellier pour rejoindre le THW Kiel, club où il prend la place de Henning Fritz, pourtant élu meilleur handballeur mondial de l'année en 2004. Durant cette même saison 2006-2007, sa quête de consécration mondiale échoue en demi-finale face aux Allemands et à un Henning Fritz remonté qui obtient le titre de meilleur gardien du tournoi. Toutefois, Thierry Omeyer reste le gardien incontesté de Kiel en raison des différentes blessures de Fritz et de son départ annoncé pour le Rhein-Neckar Löwen.
Le 22 août 2008, il permet à l'équipe de France d'accéder pour la première fois de son histoire à la finale des Jeux olympiques de Pékin : après avoir pris le meilleur sur les ailiers croates, il stoppe deux jets de sept mètres de Mirza Džomba en première mi-temps, et réalise encore deux arrêts dans les trois dernières minutes qui permettent d'assurer l'écart de deux buts en faveur des Français face à la Croatie. L'adversaire des Bleus en finale est l'Islande qui a battu l'Espagne sur le score de 36 à 30. Le 24 août 2008, grâce notamment à sa prestation exceptionnelle dans les buts (19 arrêts sur 39 tirs islandais), la France bat l'Islande 28 à 23 en finale des Jeux olympiques de Pékin. Il est élu « meilleur gardien du tournoi », qu'il termine avec le meilleur pourcentage d'arrêts de la compétition (41 %), à égalité avec l'Allemand Johannes Bitter.
Le 1er février 2009, l'équipe de France remporte le championnat du monde en Croatie. Décisif en finale face à la Croatie qui évolue pourtant à domicile (24-19), Thierry Omeyer réalise 10 arrêts (34 %). Il termine la saison 2009 avec un titre de champion d'Allemagne, une Coupe d'Allemagne et une finale de Ligue des champions.
Puis le 31 janvier 2010, les Bleus remportent le championnat d'Europe et entrent dans l'histoire en détenant un triplé historique : titre olympique, titre mondial et titre européen.
Il est sacré champion du monde pour la troisième fois en Suède le 30 janvier 2011, et se fait remarquer en arrêtant notamment en demi-finale contre le pays hôte pas moins de 38 % des tirs adverses. Avec ce titre, il devient, avec ses coéquipiers Didier Dinart et Jérôme Fernandez, le joueur le plus titré en championnat du monde, rejoignant le Roumain Cornel Oțelea, champion du monde en 1961, 1964 et 1970.
Lors des Jeux olympiques de Londres, il est au meilleur de sa forme, réalisant des prestations de grande classe, particulièrement en demi-finale face à la Croatie (25-22), où il réussit un total de 19 arrêts. Finalement, le 12 août 2012, il conserve son titre olympique avec la France en battant la Suède 22 à 21.
Dès septembre 2011, le retour d'Omeyer au Montpellier AHB est annoncé à compter de 2012 ou 2013 pour un contrat de 3 ans. Finalement il effectue bien son retour à Montpellier à l'intersaison 2013 pour un contrat de 3 ans avec la possibilité ensuite de poursuivre au-delà avec un poste dans l’encadrement. Par contre, entre sa signature et son arrivée, le club qu'il retrouve se révèle financièrement et sportivement diminué à la suite de l'affaire des paris truqués. Ses deux premiers matchs, lors du tournoi wild-card de la Ligue des champions, conduira à l'élimination du club : pour la première fois de sa carrière, Omeyer disputera la Coupe de l'EHF. En octobre, il se blesse au coude gauche (désinsertion du biceps brachial) et doit se faire opérer. Devant être arrêté pendant trois mois, sa participation au championnat d'Europe 2014 est alors compromise. S'il ne participe pas aux premiers matchs sous le maillot bleu, il fait un retour tonitruant à près de 50% face à la Croatie et contribue à la victoire en finale face au pays hôte, le Danemark. Thierry Omeyer devient alors triple champion d'Europe. Une semaine plus tard, il est de retour sous le maillot montpelliérain à l'occasion de la Coupe de la Ligue et remporte son quatrième titre dans la compétition.
Le 15 avril 2014, après plusieurs semaines de rumeurs, le Paris Saint-Germain annonce que Thierry Omeyer et William Accambray quittent le Montpellier AHB pour rejoindre la capitale dès la saison prochaine. Estimant que les ambitions du club ne correspondent plus aux siennes, il préfère ainsi, à 37 ans, signer un contrat de 2 ans à Paris afin d'assouvir sa soif de remporter de nouveaux titres plutôt que de continuer dans le projet qu'avait mis sur pied le MAHB (contrat de 3 ans et reconversion au sein du club).
Le 1er février 2015, il devient champion du monde pour la quatrième fois, après une victoire contre le Qatar et est élu meilleur joueur et meilleur gardien de la compétition.
Lors de l'Euro 2016, la France termine 5e du tournoi après avoir été battue par la Pologne et la Norvège.
Lors des Jeux olympiques de Rio, il réalise notamment une bonne prestation face à l'Allemagne en demi-finale où il effectue 12 arrêts, qualifiant ainsi son équipe pour la finale. Mais son équipe s'incline en finale face au Danemark : Omeyer et les Experts doivent se contenter de la médaille d'argent et ratent de peu un triplé historique.
Il obtient son cinquième titre mondial lors Championnat du monde 2017 en France, compétition à l'issue de laquelle il décide de mettre un terme à sa carrière internationale.
Omeyer, tout comme Daniel Narcisse, dispute ainsi son dernier match le 6 mai 2017 face à la Norvège à l'occasion d'un match de qualifications pour l'Euro 2018. Auteurs tous les deux d'un excellent match avec notamment 18 arrêts dont 2 jets de 7 mètres pour Omeyer, ils quittent ainsi les Experts par la grande porte.
En 2019, il remporte son dixième et dernier titre de Champion de France.

### Reconversion
Lors de la rentrée 2017, il s'inscrit à la formation de manager général de club sportif dispensée par le Centre de droit et d'économie du sport de Limoges.
Après avoir décidé d'arrêter sa carrière de joueur à l'issue de la saison 2018-2019, il ne souhaite pas devenir immédiatement entraîneur et se reconvertit en coordinateur sportif du Paris Saint-Germain Handball chargé de faire le relais entre le secteur sportif et les autres composantes du PSG, comme le marketing, les relations médias et le personnel médical. Puis, après le départ de Bruno Martini, il devient en janvier 2021 le nouveau manager général du Paris Saint-Germain Handball.

### Famille
Thierry Omeyer est marié à Laurence avec qui il a une fille, Manon (née en octobre 2002), et un fils, Loris (né en août 2010).
Son frère jumeau Christian Omeyer a également été handballeur professionnel à Sélestat, club dont il est le président depuis 2019. Leur frère cadet Jean-François a également été handballeur au niveau amateur à Cernay/Wattwiller en Alsace. Leur père fut un ancien professeur de sport également joueur de handball à un niveau régional.

## Palmarès

### En clubs
Compétitions internationales
- Vainqueur de la Ligue des champions (4) : 2003 (avec Montpellier Handball) ; 2007, 2010 et 2012 (avec THW Kiel)
  - Finaliste en 2008, 2009 (avec THW Kiel), 2017 (avec Paris SG)
- Vainqueur de la Coupe du monde des clubs (1) : 2011[27] (avec THW Kiel)
  - Finaliste en 2016
- Vainqueur de la Supercoupe d'Europe (1) : 2007

Compétitions nationales
- Vainqueur du Championnat de France (10) : 2002, 2003, 2004, 2005, 2006 (avec Montpellier Handball), 2015, 2016, 2017, 2018, 2019 (avec Paris SG)
- Vainqueur de la Coupe de France (7) : 2001, 2002, 2003, 2005, 2006 (avec Montpellier Handball) et 2015, 2018 (avec Paris SG)
- Vainqueur de la Coupe de la Ligue (7) : 2004, 2005, 2006 et 2014 (avec Montpellier Handball), 2017, 2018, 2019 (avec Paris SG)
- Vainqueur du Trophée des champions (3) : 2014, 2015, 2016 (avec Paris SG)
- Vainqueur du Championnat d'Allemagne (6) : 2007, 2008, 2009, 2010, 2012, 2013 (avec THW Kiel)
- Vainqueur de la Coupe d'Allemagne (6) : 2007, 2008, 2009, 2011, 2012 et 2013 (avec THW Kiel)
- Vainqueur de la Supercoupe d'Allemagne (4) : 2007-08, 2008-09, 2011-12 et 2012-13 (avec THW Kiel)

Autres
- Médaillé d'argent des Championnats de France UNSS (1992) à Fréjus, avec le Lycée de Thann.

### Sélection nationale
Jeux olympiques
- 5e place aux Jeux olympiques de 2004 à Athènes en  Grèce
- Médaillé d'or aux Jeux olympiques de 2008 en  Chine
- Médaillé d'or aux Jeux olympiques de 2012 au  Royaume-Uni
- Médaillé d'argent aux Jeux olympiques de 2016 au  Brésil

Championnats du monde
- Médaillé d'or au Championnat du monde 2001 en  France
- Médaillé de bronze au Championnat du monde 2003 au  Portugal
- Médaillé de bronze au Championnat du monde 2005 en  Tunisie
- 4e place au Championnat du monde 2007 en  Allemagne
- Médaillé d'or au Championnat du monde 2009 en  Croatie
- Médaillé d'or au Championnat du monde 2011 en  Suède
- 6e place au Championnat du monde 2013 en  Espagne
- Médaillé d'or au Championnat du monde 2015 au  Qatar
- Médaillé d'or au Championnat du monde 2017 en  France

Championnats d'Europe
- 6e place au Championnat d'Europe 2002 en  Suède
- 6e place au Championnat d'Europe 2004 en  Slovénie
- Médaille d'or au Championnat d'Europe 2006 en  Suisse
- Médaille de bronze au Championnat d'Europe 2008 en  Norvège
- Médaille d'or au Championnat d'Europe 2010 en  Autriche
- 11e place au Championnat d'Europe 2012 en  Serbie
- Médaille d'or au Championnat d'Europe 2014 au  Danemark
- 5e place au Championnat d'Europe 2016 en  Pologne

Autres
- Médaillé de bronze au Championnat du monde espoirs en 1997[28]
- Médaillé de bronze aux Jeux méditerranéens de 2001 en  Tunisie

### Distinctions personnelles
- Élu meilleur handballeur de l'année en 2008[5]
- Élu meilleur gardien de tous les temps avec 93,54 % des votes (vote des internautes sur le site de l'IHF en 2010)[3],[4]
- Élu meilleur joueur du championnat du monde (1) : 2015[19]
- Élu meilleur joueur du championnat d'Allemagne (1) : 2008-2009
- Élu meilleur gardien des Jeux olympiques (2) : Pékin 2008 et Londres 2012
- Élu meilleur gardien du championnat du monde (3) : 2009, 2011 et 2015
- Élu meilleur gardien du championnat d'Europe (1) : 2006
- Élu meilleur gardien du championnat de France (3) : 2000[2] (avec SC Sélestat), 2004[29] et 2006[30]
- Prix Emmanuel Rodocanachi de l'Académie des sports en 2008 avec l'équipe de France, déclarée meilleure équipe française de l'année (à la suite de son 1er titre olympique)
- Elu 10 fois ambassadeur du sport alsacien par l'UJSF entre 2001 et 2017

## Décorations
- Chevalier de l'ordre national du Mérite (décret du 14 mars 2001)[31]
- Chevalier de la Légion d'honneur (décret du 14 novembre 2008)[32]
- Officier de l'ordre national du Mérite (décret du 31 décembre 2012)[33]

## Statistiques
| Saison                | Club                  | Championnat           | Championnat | Championnat | Coupe nationale | Coupe nationale | Coupe de la Ligue | Coupe de la Ligue | Supercoupe | Supercoupe | Compétition(s) continentale(s) | Compétition(s) continentale(s) | Compétition(s) continentale(s) | Supercoupe EHF | Supercoupe EHF | Super Globe | Super Globe | Total | Total |
| Saison                | Club                  | Division              | M.          | B.          | M.              | B.              | M.                | B.                | M.         | B.         | Comp.                          | M.                             | B.                             | M.             | B.             | M.          | B.          | M.    | B.    |
| 1994-1995             | SC Sélestat           | Division 1            | 0           | 0           | 0               | 0               | -                 | -                 | -          | -          | -                              | -                              | -                              | -              | -              | -           | -           | 0     | 0     |
| 1995-1996             | SC Sélestat           | Division 1            | 0           | 0           | 0               | 0               | -                 | -                 | -          | -          | -                              | -                              | -                              | -              | -              | -           | -           | 0     | 0     |
| 1996-1997             | SC Sélestat           | Division 2            | 0           | 0           | 0               | 0               | -                 | -                 | -          | -          | -                              | -                              | -                              | -              | -              | -           | -           | 0     | 0     |
| 1997-1998             | SC Sélestat           | Division 1            | 0           | 0           | 0               | 0               | -                 | -                 | -          | -          | -                              | -                              | -                              | -              | -              | -           | -           | 0     | 0     |
| 1998-1999             | SC Sélestat           | Division 1            | 0           | 0           | 0               | 0               | -                 | -                 | -          | -          | -                              | -                              | -                              | -              | -              | -           | -           | 0     | 0     |
| 1999-2000             | SC Sélestat           | Division 1            | 22          | 264         | 0               | 0               | -                 | -                 | -          | -          | -                              | -                              | -                              | -              | -              | -           | -           | 22    | 264   |
| Sous-total            | Sous-total            | Sous-total            | 133         | 0           | 0               | 0               | -                 | -                 | -          | -          | -                              | -                              | -                              | -              | -              | -           | -           | 133   | 0     |
| 2000-2001             | Montpellier Handball  | Division 1            | 25          | 190         | 0               | 0               | -                 | -                 | -          | -          | LDC                            | 0                              | 0                              | -              | -              | -           | -           | 25    | 190   |
| 2001-2002             | Montpellier Handball  | Division 1            | 25          | 159         | 0               | 0               | 0                 | 0                 | -          | -          | CVC                            | 0                              | 0                              | -              | -              | -           | -           | 25    | 159   |
| 2002-2003             | Montpellier Handball  | Division 1            | 26          | 202         | 0               | 0               | 0                 | 0                 | -          | -          | LDC                            | 12                             | 0                              | -              | -              | -           | -           | 38    | 202   |
| 2003-2004             | Montpellier Handball  | Division 1            | 26          | 245         | 0               | 0               | 0                 | 0                 | -          | -          | LDC                            | 8                              | 0                              | 2              | 0              | -           | -           | 36    | 245   |
| 2004-2005             | Montpellier Handball  | Division 1            | 26          | 286         | 0               | 0               | 0                 | 0                 | -          | -          | LDC                            | 20                             | 0                              | -              | -              | -           | -           | 46    | 286   |
| 2005-2006             | Montpellier Handball  | Division 1            | 26          | 224         | 0               | 0               | 0                 | 0                 | -          | -          | LDC                            | 10                             | 0                              | -              | -              | -           | -           | 36    | 224   |
| Sous-total            | Sous-total            | Sous-total            | 154         | 510         | 0               | 0               | 0                 | 0                 | 0          | 0          | -                              | 50                             | 0                              | 2              | 0              | -           | -           | 206   | 510   |
| 2006-2007             | THW Kiel              | Bundesliga            | 34          | 390         | 6               | 58              | -                 | -                 | 1          | 0          | LDC                            | 14                             | 188                            | -              | -              | -           | -           | 55    | 636   |
| 2007-2008             | THW Kiel              | Bundesliga            | 34          | 450         | 6               | 71              | -                 | -                 | 1          | 0          | LDC                            | 16                             | 240                            | 2              | 33             | -           | -           | 59    | 794   |
| 2008-2009             | THW Kiel              | Bundesliga            | 34          | 476         | 6               | 67              | -                 | -                 | 1          | 0          | LDC                            | 16                             | 262                            | 2              | 27             | -           | -           | 59    | 832   |
| 2009-2010             | THW Kiel              | Bundesliga            | 34          | 413         | 4               | 51              | -                 | -                 | 1          | 0          | LDC                            | 16                             | 187                            | -              | -              | -           | -           | 55    | 651   |
| 2010-2011             | THW Kiel              | Bundesliga            | 34          | 374         | 5               | 51              | -                 | -                 | 1          | 0          | LDC                            | 14                             | 142                            | -              | -              | 4           | 50          | 58    | 617   |
| 2011-2012             | THW Kiel              | Bundesliga            | 34          | 349         | 6               | 53              | -                 | -                 | 1          | 0          | LDC                            | 16                             | 199                            | -              | -              | -           | -           | 57    | 601   |
| 2012-2013             | THW Kiel              | Bundesliga            | 34          | 321         | 4               | 37              | -                 | -                 | 1          | 0          | LDC                            | 16                             | 103                            | -              | -              | 5           | 47          | 60    | 508   |
| Sous-total            | Sous-total            | Sous-total            | 238         | 2773        | 37              | 388             | -                 | -                 | 7          | 0          | -                              | 108                            | 1321                           | 4              | 60             | 9           | 97          | 403   | 4639  |
| 2013-2014             | Montpellier Handball  | Division 1            | 18          | 202         | 0               | 0               | 3                 | 49                | 2          | 0          | EHF                            | 10                             | 0                              | -              | -              | -           | -           | 33    | 251   |
| Sous-total            | Sous-total            | Sous-total            | 18          | 202         | 0               | 0               | 3                 | 49                | 2          | 0          | -                              | 10                             | 0                              | -              | -              | -           | -           | 33    | 251   |
| 2014-2015             | Paris Saint-Germain   | Division 1            | 25          | 260         | 0               | 0               | 1                 | 0                 | 2          | 22         | LDC                            | 13                             | 0                              | -              | -              | -           | -           | 41    | 282   |
| 2015-2016             | Paris Saint-Germain   | Division 1            | 25          | 339         | 0               | 0               | 3                 | 39                | 2          | 24         | LDC                            | 18                             | 0                              | -              | -              | -           | -           | 48    | 402   |
| 2016-2017             | Paris Saint-Germain   | Division 1            | 26          | 235         | 0               | 0               | 4                 | 37                | 2          | 26         | LDC                            | 20                             | 0                              | -              | -              | 3           | 0           | 55    | 298   |
| 2017-2018             | Paris Saint-Germain   | Division 1            | 26          | 186         | 0               | 0               | 4                 | 39                | 2          | 20         | LDC                            | 15                             | 0                              | -              | -              | -           | -           | 47    | 245   |
| 2018-2019             | Paris Saint-Germain   | Division 1            | 14          | 99          | 0               | 0               | 2                 | 34                | 2          | 0          | LDC                            | 16                             | 0                              | -              | -              | -           | -           | 34    | 133   |
| Sous-total            | Sous-total            | Sous-total            | 116         | 1119        | 0               | 0               | 14                | 149               | 10         | 92         | -                              | 82                             | 0                              | -              | -              | 3           | 0           | 225   | 1360  |
| Total sur la carrière | Total sur la carrière | Total sur la carrière | 659         | 4604        | 37              | 388             | 17                | 198               | 19         | 92         | -                              | 250                            | 1321                           | 6              | 60             | 12          | 97          | 1000  | 6760  |

Remarque : lorsqu'elle est précisée, la statistique B n'est pas le nombre de buts mais le nombre d'arrêts.

## Galeries photos

En action face à Michael Müller en 2007.
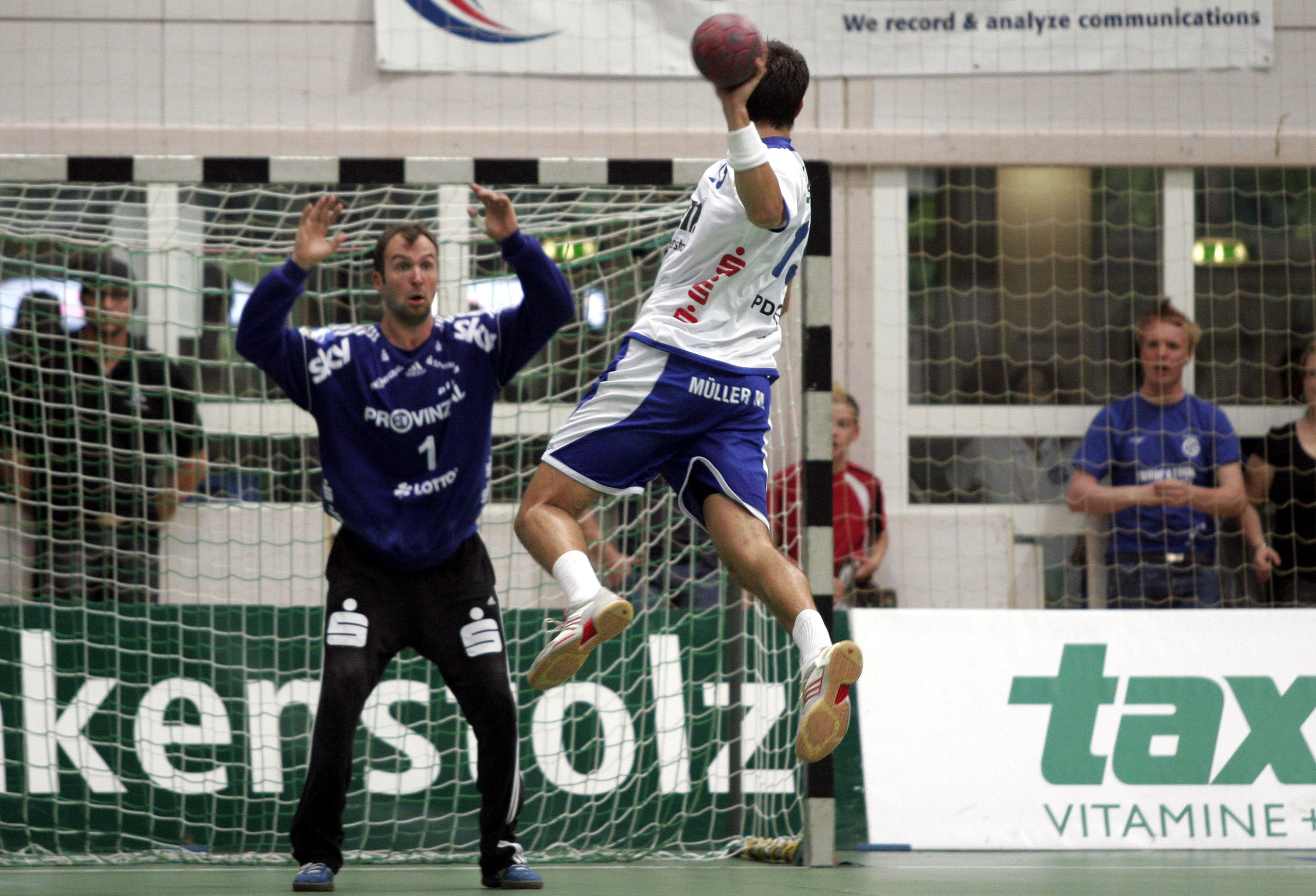
Michael Müller prend son extension.
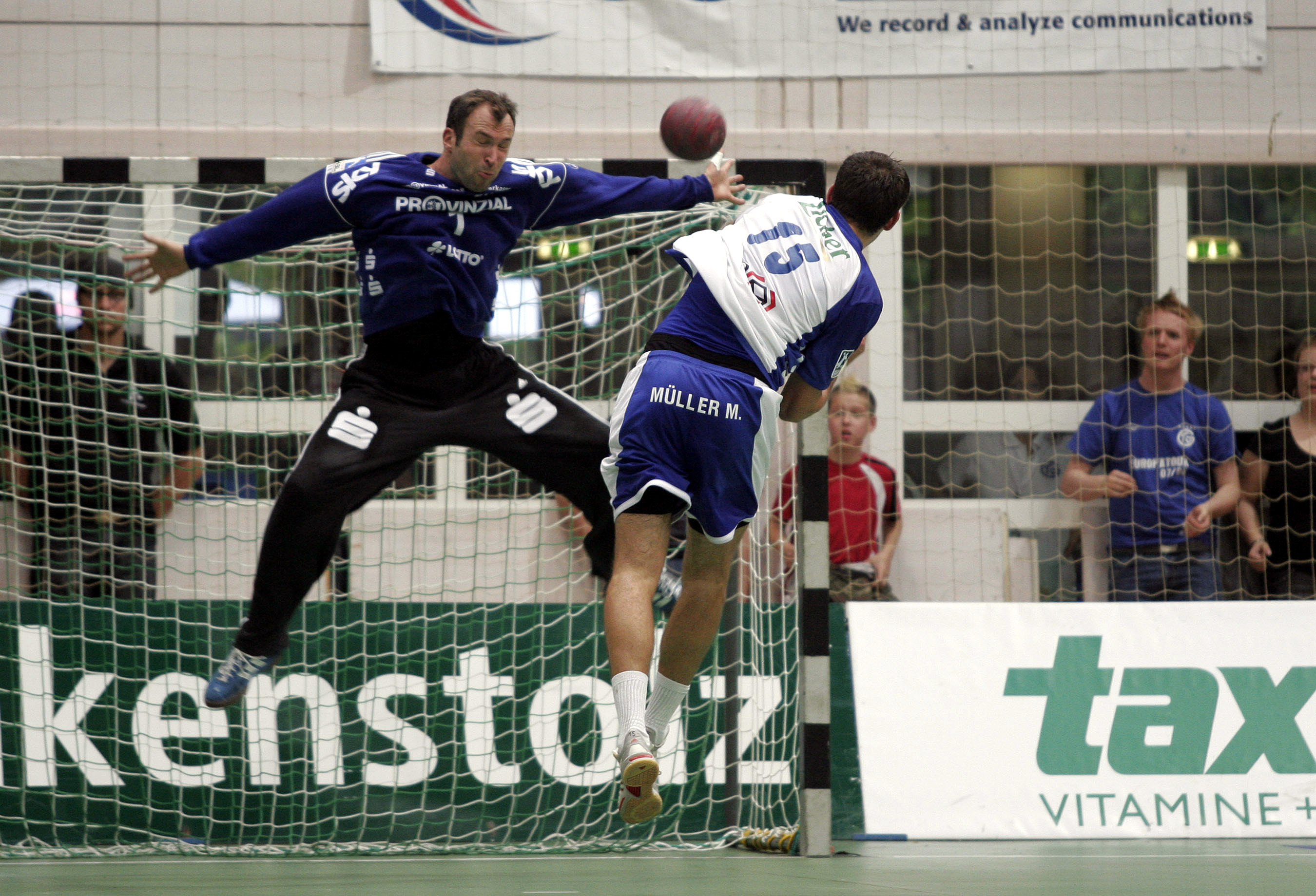
Thierry Omeyer fait sa parade en éclatant.
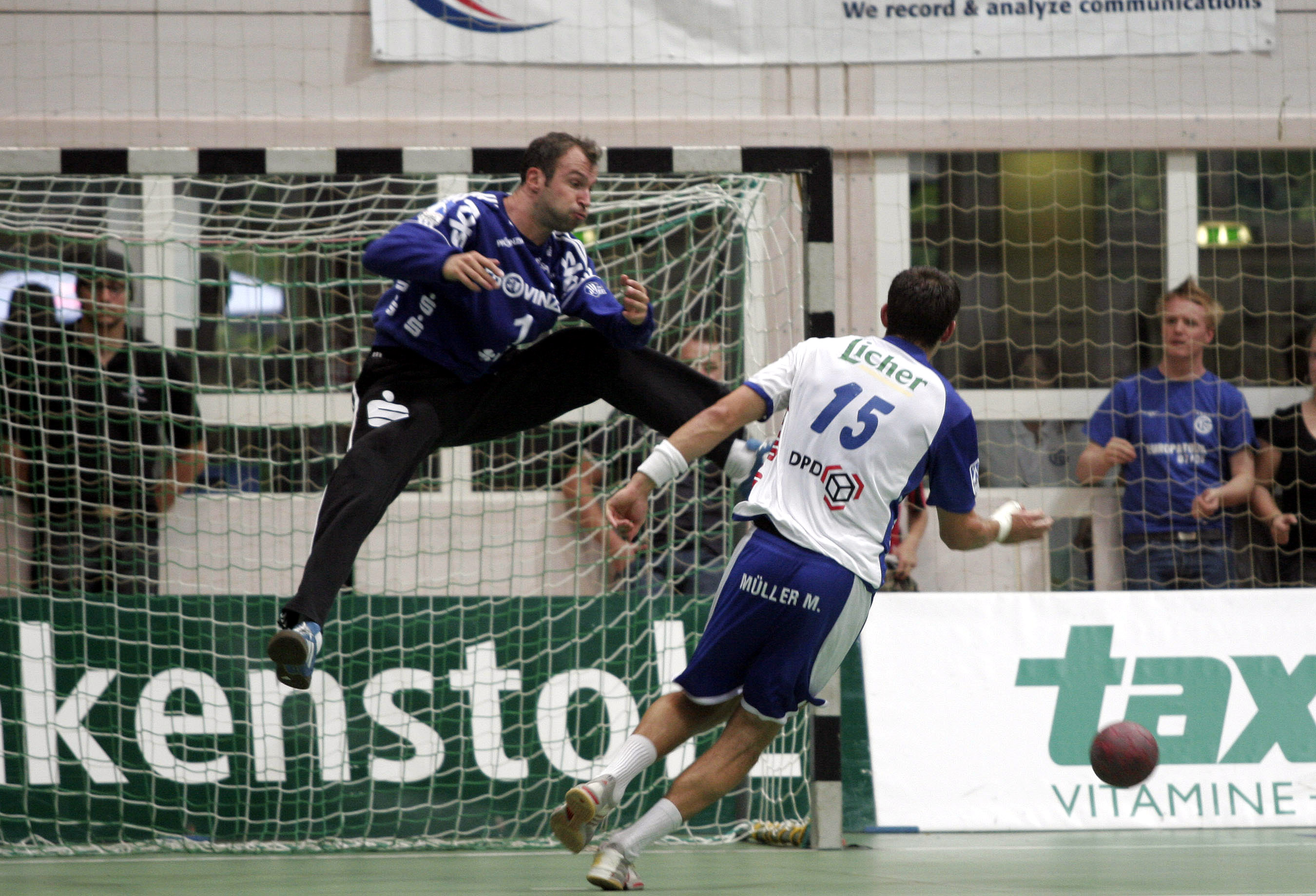
Le tir est arrêté.

Diverses photos
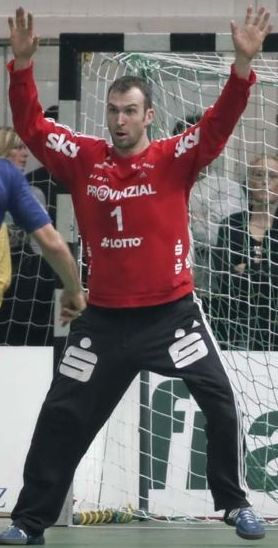
En 2006
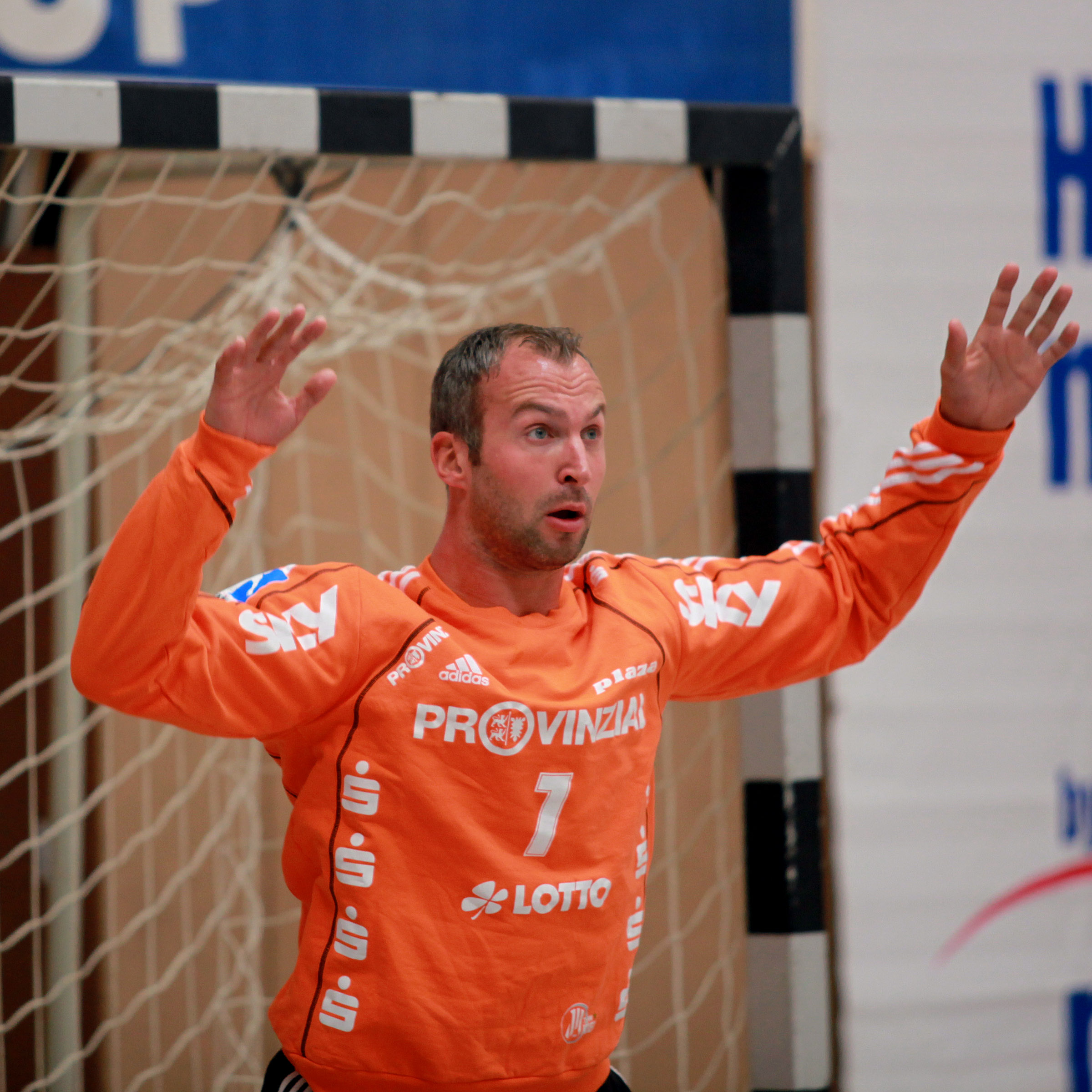
En 2009
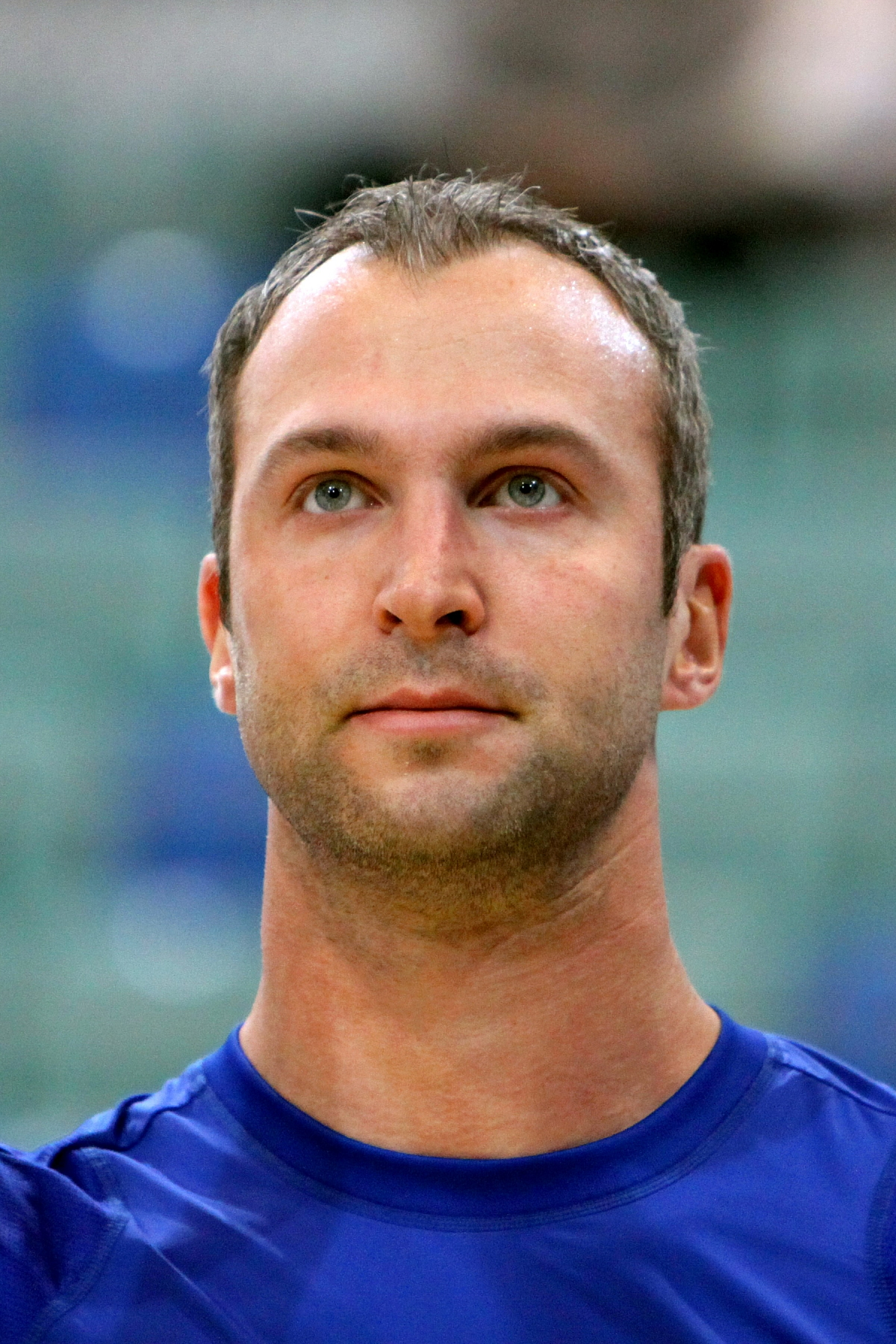
En 2010
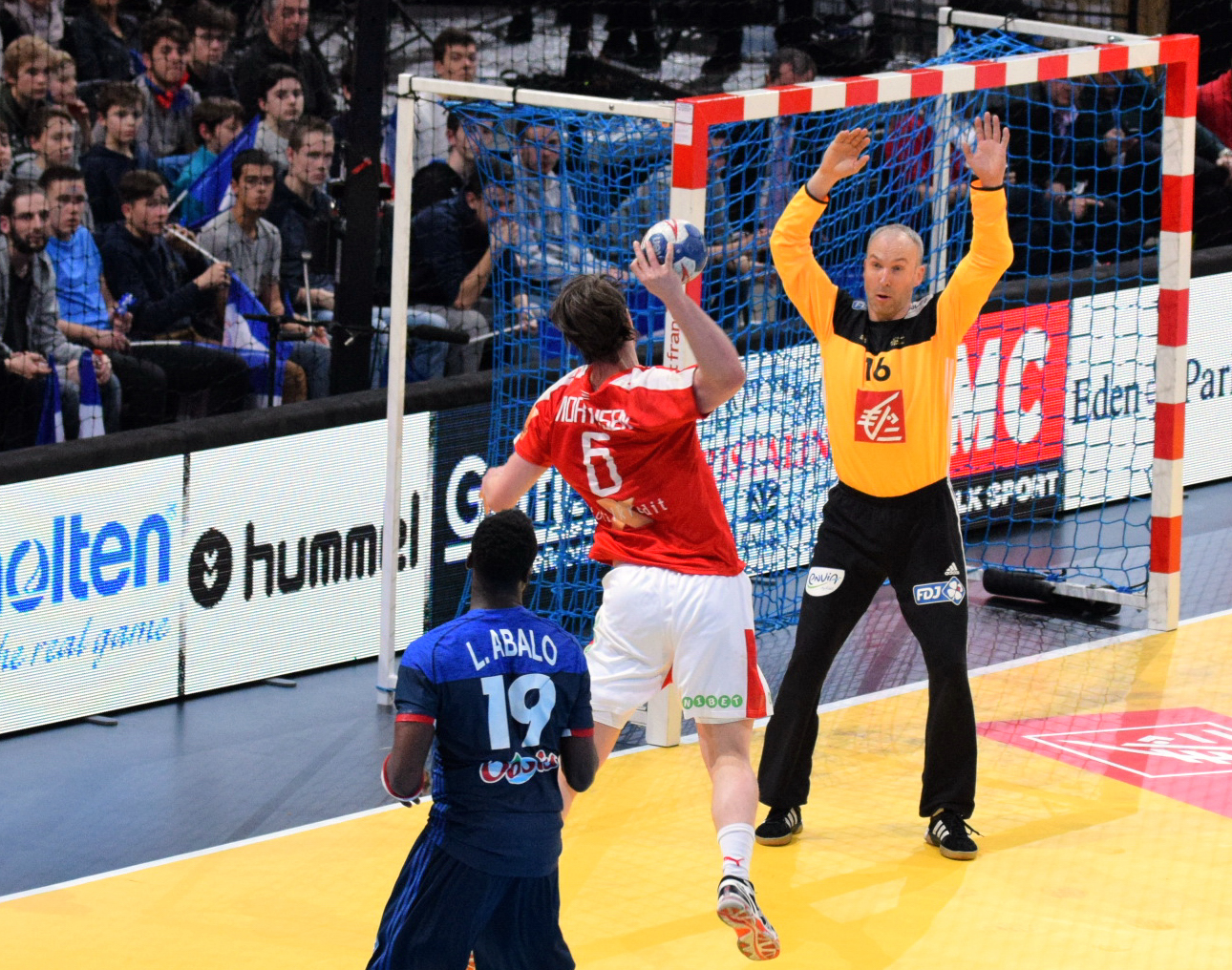
En 2016 face  Mortensen
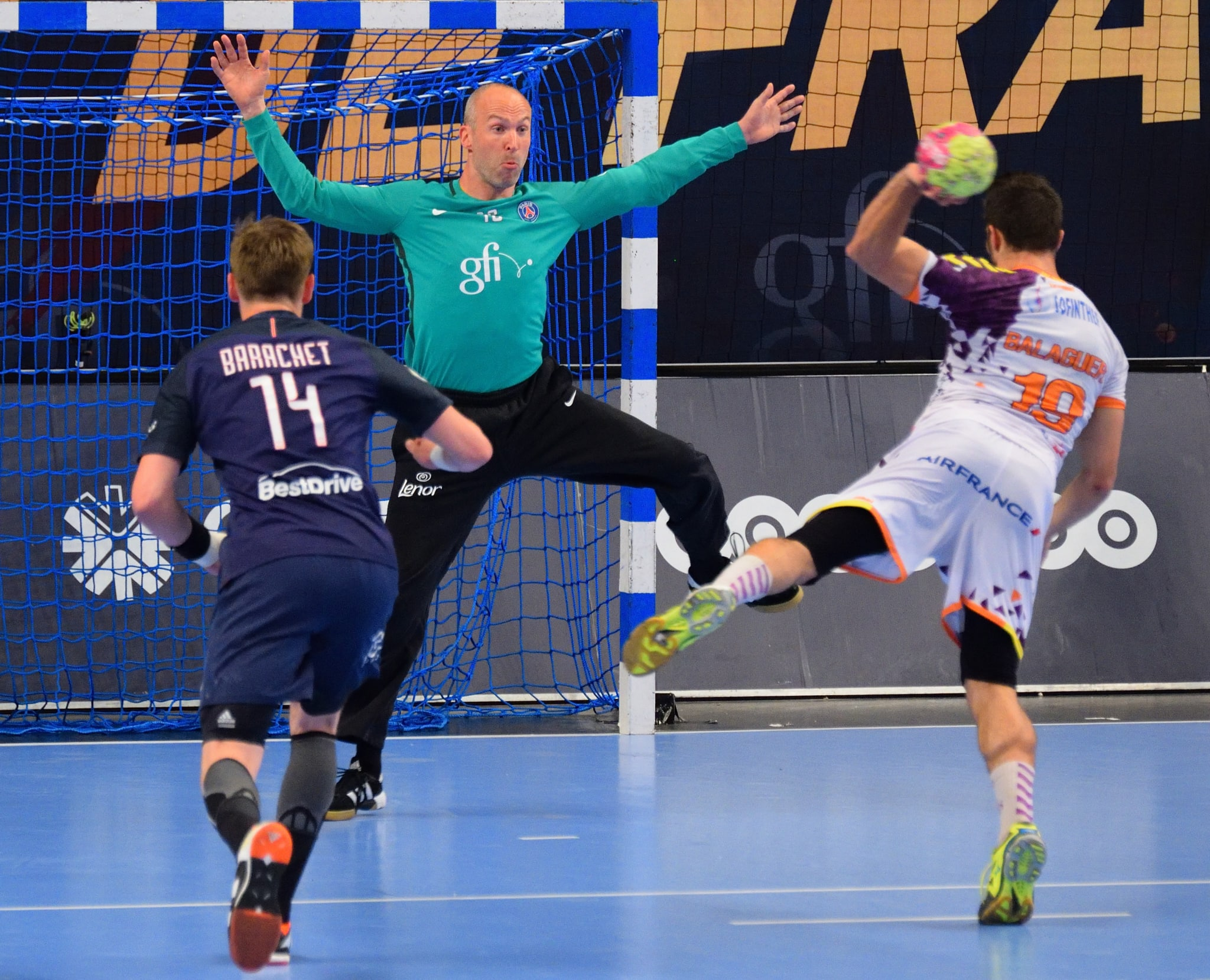
En 2017 face Balaguer